# Acianthera saundersiana

Acianthera saundersiana é uma espécie de orquídea epífita, família Orchidaceae, que existe em praticamente todos os estados da Mata Atlântica no Brasil e na Bolívia, Argentina, Peru e Paraguai. São plantas reptantes robustas cujo comprimento dos caules e rizomas é variável bem como a largura das folhas. Suas flores são igualmente variáveis. Podem ser inteiramente verdes ou com detalhes púrpura. A sépala dorsal costuma ser transparente com três listas púrpura na base e é mais espessa e púrpura no terço apical. As pétalas são lanceoladas, sempre translúcidas, com três linhas púrpura, o labelo é verrucoso, estreito, onde predomina o púrpura.

## Publicação e sinônimos
- Acianthera saundersiana (Rchb.f.) Pridgeon & M.W.Chase, Lindleyana 16: 246 (2001).

Sinônimos homotípicos:
- Pleurothallis saundersiana Rchb.f., Gard. Chron. 1866: 74 (1866).
- Specklinia saundersiana (Rchb.f.) F.Barros, Hoehnea 10: 110 (1983 publ. 1984).

Sinônimos heterotípicos:
- Pleurothallis felis-lingua Barb.Rodr., Gen. Spec. Orchid. 2: 18 (1881).
- Pleurothallis josephensis Barb.Rodr., Vellosia, ed. 2, 1: 117 (1891).
- Pleurothallis juergensii Schltr., Repert. Spec. Nov. Regni Veg. Beih. 35: 54 (1925).
- Pleurothallis auriculigera Hoehne & Schltr., Arch. Bot. São Paulo 1: 207 (1926), nom. illeg.
- Pleurothallis insularis Hoehne & Schltr., Arch. Bot. São Paulo 1: 217 (1926).
- Pleurothallis josephensis var. integripetala Hoehne, Arch. Inst. Biol. (São Paulo) 2: 22 (1929).
- Pleurothallis josephensis var. papillifera Hoehne, Arch. Inst. Biol. (São Paulo) 2: 22 (1929).
- Pleurothallis josephensis var. subcrenulata Hoehne, Arch. Inst. Biol. (São Paulo) 2: 22 (1929).
- Acianthera insularis (Hoehne & Schltr.) Luer, Monogr. Syst. Bot. Missouri Bot. Gard. 112: 118 (2007).